# Stieltjeskanaal (village)
Pour les articles homonymes, voir Stieltjeskanaal.
Stieltjeskanaal est un village situé dans la commune néerlandaise de Coevorden, dans la province de Drenthe. Le 1er décembre 2007, le village comptait 184 habitants.
Le village est situé sur le canal du même nom, qui a donné son nom au village.